# Lenzburg
För andra betydelser, se Lenzburg (olika betydelser).

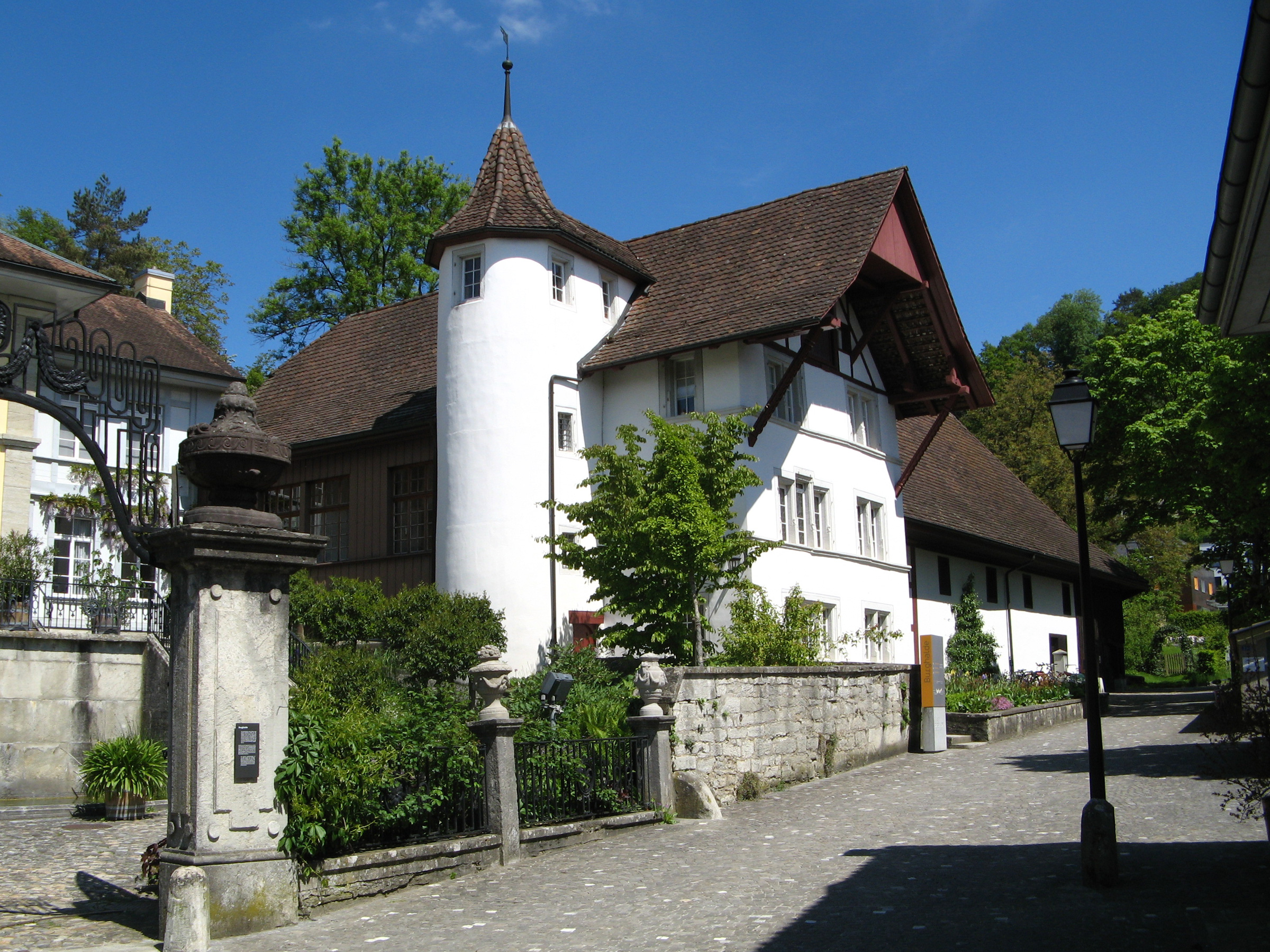
Alte Burghalde.

Lenzburg är en stad och kommun i distriktet Lenzburg i kantonen Aargau i Schweiz. Kommunen har 11 184 invånare (2023). Lenzburg är huvudort i distriktet med samma namn.
Fängelset Lenzburg utanför staden har platser för återfallsdömda.

## Historia
Under romartiden fanns här en stor amfiteater. Orten nämns först år 924 (de Lencis) och 150 år senare omnämns en borg som senare övertogs av grevarna av Kyburg. År 1241 fick orten marknads- och år 1306 stads-rättigheter. Bern, som erövrade staden år 1415, bekräftade alla tidigare privilegier. När kantonen Aargau inrättades år 1803 blev Lenzburg distriktshuvudort.

## Geografi
Lenzburg ligger vid ån Aabach, cirka 3 kilometer från Aare. Landskapet präglas av molasskullarna Schlossberg och Goffersberg som höjer sig 100 meter över omgivningen. Mellan Schlossberg, med slottet, och ån ligger den välbevarade gamla staden. I slottet och Burghalde finns museer.
Kommunen Lenzburg har en yta om 11,31 km². Av denna areal används 2,12 km² (18,7 %) för jordbruksändamål och 5,54 km² (49,0 %) utgörs av skogsmark. Av resten utgörs 3,60 km² (31,8 %) av bostäder och infrastruktur, medan 0,09 km² (0,8 %) är impediment.

## Ekonomi
Lenzburg har mer än 800 företag och den arbetande befolkningen utgör 6 000 personer (2010). De flesta företagen är små eller medelstora, men också några multinationella företag har verksamhet i Lenzburg, till exempel Asea Brown Boveri.
Ortens industri, känd för tillverkning av barnvagnar och livsmedel, tillkom i slutet av 1800-talet, men har gått tillbaka efter 1950. Numera pendlar många till Aarau och Zürich.

## Kommunikationer
Motorvägen A1 har en avfart i Lenzburg. Här möter järnvägens huvudlinje Aarau–Zürich de två regionalbanorna Seetalbahn (Lenzburg–Luzern) och Aargauische Südbahn (Lenzburg–Wohlen–Rotkreuz).

## Demografi
Kommunen Lenzburg har 11 184 invånare (2023). En majoritet (82,7 %) av invånarna är tyskspråkiga (2014). En italienskspråkig minoritet på 5,4 % lever i kommunen. 30,5 % är katoliker, 32,1 % är reformert kristna och 37,4 % tillhör en annan trosinriktning eller saknar en religiös tillhörighet (2014).